# Yang Xiuli
Yang Xiuli (chinesisch 楊秀麗; * 1. September 1983 in Fuxin) ist eine ehemalige chinesische Judoka, die 2008 Olympiasiegerin in der Gewichtsklasse bis 78 Kilogramm war.

## Sportliche Karriere
Die 1,73 m große Yang Xiuli siegte 2006 bei den Militärweltmeisterschaften. Bei den Asienspielen 2006 unterlag sie im Halbfinale der Japanerin Sae Nakazawa, gewann aber den Kampf um die Bronzemedaille gegen die Kasachin Schanar Schansunowa. Im Jahr darauf unterlag Yang Xiuli in der ersten Runde der Weltmeisterschaften 2007 der Italienerin Lucia Morico, mit drei Siegen in der Hoffnungsrunde erreichte die Chinesin den Kampf um die Bronzemedaille gegen die Südkoreanerin Jeong Gyeong-mi und belegte nach ihrer Niederlage den fünften Platz. Bei den Militärweltspielen 2007 belegte Yang Xiuli den zweiten Platz. 
Anfang 2008 gewann sie das Super-World-Cup-Turnier von Paris durch einen Finalsieg über die Russin Wera Moskaljuk. Bei den Olympischen Spielen 2008 in Peking besiegte sie zunächst die Kirgisin Jelena Proskurakowa und dann die Mongolin Pürewdschargalyn Lchamdegd jeweils vorzeitig. Auch die Kanadierin Marylise Lévesque im Viertelfinale und die Spanierin Esther San Miguel im Halbfinale unterlagen durch Ippon. Das Finale gegen die Kubanerin Yalennis Castillo ging hingegen über die volle Zeit und blieb ohne Wertung, Yang Xiuli gewann durch Kampfrichterentscheid.
Nach einigen Turniersiegen Ende 2008 und 2009 nahm Yang Xiuli erst 2010 wieder an einer internationalen Meisterschaft teil. Bei den Weltmeisterschaften in Tokio unterlag sie im Viertelfinale der Brasilianerin Mayra Aguiar, mit Siegen über die Russin Wera Moskaljuk und die Ukrainerin Maryna Pryschtschepa erkämpfte Yang Xiuli eine Bronzemedaille. Zwei Monate später erhielt sie auch eine Bronzemedaille bei den Asienmeisterschaften, nachdem sie im Halbfinale gegen Jeong Gyeong-mi verloren hatte. Bei den Olympischen Spielen 2012 in London siegte sie im Achtelfinale gegen Aye Aye Aung aus Myanmar. Nach Niederlagen gegen die Französin Audrey Tcheuméo im Viertelfinale und gegen die Niederländerin Marhinde Verkerk in der Hoffnungsrunde belegte Yang Xiuli den siebten Platz. 2013 siegte sie noch einmal bei den Militärweltmeisterschaften.